# Juan de Herrera y Chumacero
Juan de Herrera y Chumacero (* um 1665 in Bogotá; † 18. März 1738 ebenda) war ein kreolischer Priester, Kapellmeister der Kathedrale von Bogotá und Komponist des kolumbianischen Barocks.

## Leben und Werk
Juan de Herrera erhielt als Sohn einer wohlhabenden Familie eine sorgfältige Ausbildung. Er wurde bei den Dominikanern oder den Jesuiten in Bogotá erzogen. 1702 wurde er als Nachfolger von José Cascante erster Kapellmeister an der Kathedrale von Bogotá. Er hatte diese Stelle bis zu seinem Tod inne. Gleichzeitig war er seit 1690 bis zu seinem Tod Kaplan und Kapellmeister des Nonnenklosters Santa Inés in Bogotá.
Juan de Herrera komponierte überwiegend Vokalmusik in lateinischer Sprache. Er schrieb zahlreiche Messen wie z. B. das Requiem von 1704, Motetten, Hymnen, Psalmen und viele Villancicos. Speziell seine Messen waren so erfolgreich, dass sie die entsprechenden Kompositionen von der iberischen Halbinsel in Kolumbien verdrängten. Sein erstes datiertes Werk ist der Psalm Laudate Dominum omnes gentes für 10 Stimmen. Diese Komposition diente wohl dazu, ein wichtiges Ereignis in Herreras Leben zu feiern, sei es seine Priesterweihe oder der Abschluss seiner Musikstudien. 1690  komponierte er die elfstimmige psalmodische Sequenz Laetatus sum - Nisi Dominus - Lauda Jerusalem, die speziell für das Kloster Santa Inés geschrieben wurde. Im Archiv der Kathedrale von Bogotá werden 38 seiner Kompositionen aufbewahrt. 28 dieser Kompositionen davon sind in lateinischer und nur 10 in spanischer Sprache verfasst. Herreras Werk stellt eines der umfangreichsten und wertvollsten musikalischen Vermächtnisse dar, das von kreolischen Komponisten auf uns überkommen ist. Ein großer Teil von Herreras Kompositionen ging jedoch verloren.